# Sitio de Morella
El sitio de Morella fue un enfrentamiento entre carlistas y liberales durante la Primera Guerra Carlista, en el verano de 1838, saldado con el bando carlista conservando la capital del carlismo levantino. La ciudad sería tomada sin embargo por los liberales dos años más tarde.

## Antecedentes
En 1833 el gobernador de Morella había proclamado la causa del infante. La ciudad castellonense permaneció en poder carlista unos meses, hasta que fue recuperada por las tropas isabelinas. Aun así los habitantes apoyaron al pretendiente, a pesar de las represiones liberales. En 1837 Ramón Cabrera sitió de nuevo la plaza y en la noche del 26 de enero de 1838 tomó el castillo de la ciudad, que se creía inexpugnable. El general faccioso trasladó allí su administración, creando así una auténtica provincia carlista en el Maestrazgo. Tras esto el gobierno quiso dar un golpe al carlismo de la región tomando Morella, que además de una posición muy bien defendida era un enclave entre todas las provincias mediterráneas y por tanto un lugar muy codiciado. Marcelino Oraá salió en julio de Teruel con un gran contingente y se dispuso a sitiar la plaza mientras Cabrera y el grueso de su ejército estaban alejados de ésta.

## El asedio

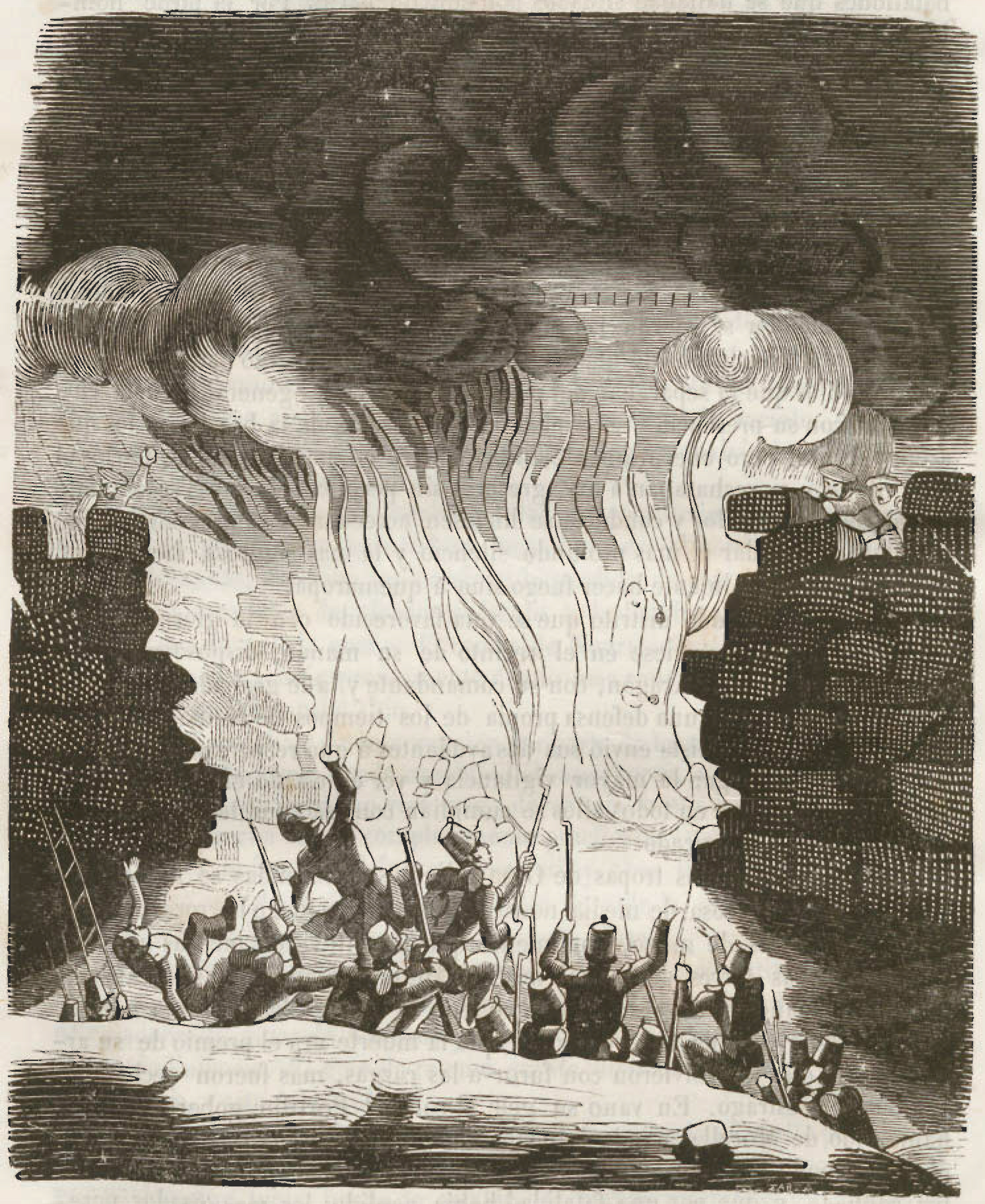
Asedio de Morella

Los cristinos ocuparon el 29 de julio el camino de Monroyo y empezaron los combates. Los primeros días de agosto se continuaron con las acciones de sitiado de la ciudad, que enarboló en sus pendones una bandera con una calavera sobre un fondo negro, signo de lucha a muerte. A su vez Cabrera se acercó a la retaguardia enemiga, presto para atacar cuando fuese conveniente. A pesar de que era claramente superior, Oraá se hallaba en una comarca en la que no tenía simpatizantes, con un ejército aguerrido a sus espaldas y una ciudad perfectamente fortificada en frente, la presteza era imprescindible para los liberales. El 10 de agosto los isabelinos tenían ya bajo su poder todas las defensas exteriores de la ciudad. Los carlistas resistían dentro de las murallas. Ese día Oraá envió un mensajero a Morella para negociar la rendición. Fue recibido a tiros. El día 14 los cristinos bombardearon la ciudad, logrando abrir algunas brechas, sin que esto amilanase a los defensores. Los días posteriores Oraá intentó un asalto por las brechas formadas en la defensa, pero todos ellos fueron infructuosos. Finalmente, con Cabrera peligrosamente cerca y la moral de sus hombres muy dañada, los mandos isabelinos iniciaron la retirada. A pesar de la persecución por parte de Cabrera, la huida se efectuó en orden y sin más complicaciones, no por ello quedando borrada la gran derrota que acababan de sufrir.

## Consecuencias
El sitio ocasionó un número inesperado de bajas en las tropas cristinas, si bien el mayor golpe fue anímico. Las tropas de Cabrera empezaron a ver a su general como a un ídolo, creyéndose además invencibles, hecho que provocó entre los liberales un sentido temor a la presencia del general enemigo. La hazaña fue además valorada no solo por la prensa carlista, que elevó las victorias de Cabrera hasta el ridículo, sino también por la prensa internacional, que durante el cerco de Morella había prestado una especial atención a la guerra en España. Fue pues, además de una gran victoria carlista, una seria derrota moral para las tropas cristinas allí ubicadas, llevando el gobierno a plantearse la destitución de Oraá, hecho que finalmente ocurrió.